# Essequibo (rijeka)
Essequibo (španjolski: Río Esequibo) je najveća rijeka u Gvajani duga oko 1010 km

## Zemljopisne karakteristike
Essequibo izvire na obroncima Gorja Acarai na jugu Gvajane kod granice s Brazilom. Od tamo rijeka teče gotovo pravolonijski prema sjeveru preko cijele središnje Gvajane, da se nakraju s estuarijem širokim 32 km, ulije u Atlantski ocean 21 km sjeverozapadno od glavnog grada Georgetowna.
Esequibo ima slijev velik oko 61 100 km² koji se proteže preko polovice Gvajane a preko pritoke Rio Cuyuni i preko istočne Venezuele. 
Rijeka je dobila ime po istoimenoj koloniji Esequibo koju su osnovali Nizozemci - 1616.
Essequibo je plovan oko 80 km od ušća, sve do slapova koji onemogućuju daljnju plovidbu uzvodno.

## Povezane stranice
- Popis najdužih rijeka na svijetu

## Vanjske poveznice
|  | Zajednički poslužitelj ima još gradiva o temi Essequibo (rijeka) |

- Essequibo River na portalu Encyclopædia Britannica (engl.)